# Арам-шах
Арам-шах (перс. آرام‌شاه‎; ? — июнь 1211) — второй султан Дели с декабря 1210 года по июнь 1211 года. Занял титул султана Дели в Лахоре после неожиданной смерти прошлого султана Кутб ад-дин Айбака, а затем был побеждён и свергнут будущим султаном Илтутмишем.

## Происхождение
Арам-шах считается малоизвестной фигурой, и его отношение к своему предшественнику Кутб ад-Дин Айбаку не определено. В рукописи Усмана Джузджани «Табакат-и Насири» слова «бин Айбак» («сын Айбака») прибавляются к имени Арам-шаха в заголовке одной из глав, и более поздние авторы считали его сыном самого Кутб ад-Дин Айбака. Однако прибавление к его имени слов «бин Айбак» в заголовке, возможно, было ошибочным и было сделано писарем. В другой части текста «Табакат-и Насири» говорится, что у Кутб ад-Дин Айбака было три дочери, одну из которых звали Минхадж-и-Сирадж, а в тексте «Тарих-и Джахангушай», написанном Джувейни, напрямую говорится, что Кутб ад-Дин Айбак вовсе не имел сына. Об Арам-шахе точно известно лишь то, что он сменил Кутб ад-дин Айбака в Лахоре.

## Правление
В 1210 году Кутб ад-Дин Айбак неожиданно скончался в Лахоре во время спортивной игры, не объявив своего преемника. Чтобы предотвратить нестабильность в султанате, тюркская знать (малики и эмиры) сделали Арам-шаха своим преемником в Лахоре. Однако тюркская знать в разных частях султаната выступала против его восшествия на престол, и некоторые из них — например, аристократы Кхалджи из Бенгалии — восстали против него. Согласно историку XVI века Фериште, Делийский султанат также подвергся вторжению соседнего правителя Насир ад-Дин Кабачи.
Знать во главе с военным судьей Али-и Исмаилом призвала Илтутмиша завоевать трон. Илтутмиш, бывший раб Кутб ад-Дин Айбака и правитель Бадаюна, имел видную репутацию, а Кутб ад-Дин Айбак при своей жизни называл его «сыном», из-за чего знать считала его хорошим претендентом на трон. Илтутмиш двинулся маршем на Дели, где он захватил власть, а позже разгромил войска Арам-шаха при Багх-и-Джуде. Согласно тексту «Табакат-и Насири», Арам-шах принял «мученическую смерть»: неясно, был ли он убит на поле боя или казнён как военнопленный. Два его важных офицера — Аксанкар и Фаррух-шах — были убиты на поле боя. Впоследствии Илтутмиш укрепил свою власть и начал править из Дели.